# James Mancham

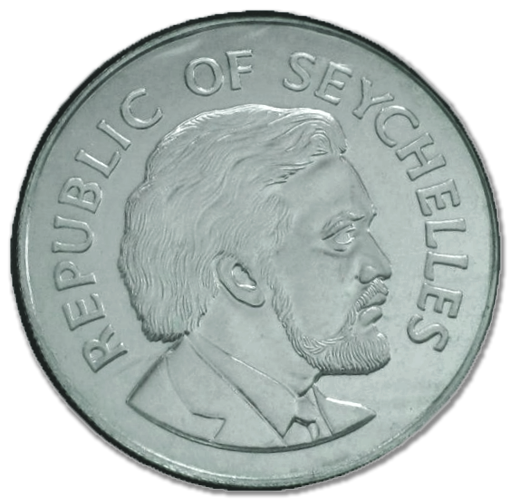
Podobizna Manchama na monecie 25 rupii z 1977

James Richard Marie Mancham (ur. 11 sierpnia 1939 w Victorii, zm. 8 stycznia 2017 w Glacis) – seszelski polityk, prawnik, pierwszy prezydent Seszeli.
W połowie lat 60. założył i stanął na czele Demokratycznej Partii Seszeli. Od chwili uzyskania przez Seszele autonomii (1970) sprawował funkcję premiera. W czerwcu 1976 objął urząd pierwszego prezydenta niepodległego państwa.
W 1977 roku obalił go France-Albert René. Mancham kilkakrotnie rywalizował z nim w późniejszym okresie w kolejnych wyborach, m.in. w 1993 i 1998, ale bez sukcesu.
Zmarł w 2017 roku. Spoczywa na cmentarzu w ogrodzie State House w Victorii, rezydencji prezydenta Seszeli.
Otrzymał Order Imperium Brytyjskiego, od 1976 nosił tytuł sir.